# Ein netter Mensch
Ein netter Mensch (Originaltitel: Roztomilý člověk) ist ein tschechischer Spielfilm von Martin Frič aus dem Jahre 1941. Die Komödie basiert auf dem Roman Kašpárek von František Xaver Svoboda aus dem Jahr 1927.

## Handlung
Zeitungsredakteur Viktor Bláha ist ein Mensch mit schier unerschöpflichen Fantasie. Um der Langweile des Alltags zu entfliehen, erfindet er immer wieder nahezu unglaubliche Geschichten. So vertraut er gutgläubigen Mitmenschen ein angebliches Geheimnis an und verfolgt mit größter Freude, wie sich das vermeintliche Geheimnis wie ein Lauffeuer verbreitet. Auf der Hochzeit seines ehemaligen Mitschülers Ivan Molenda verbreitet Bláha über den Bräutigam derartige Lügenmärchen, dass der frisch geschlossenen Ehe schon wieder das Aus droht. Ausgerechnet als die Lügengeschichten auf ihn zurückzufallen drohen, lernt Bláha Polda kennen. Polda verfügt ebenso wie Bláha über eine überbordende Fantasie und steht ihm in nichts nach…

## Produktion
Der Film entstand in den Filmstudios Barrandov in Prag unter der Produktion der Nationalfilm. Seine Premiere hatte Roztomilý člověk am 4. Juli 1941 auf dem Filmfestival in Zlín (II. Filmové žně Zlín 1941).

## Auszeichnungen
- Preis der böhmisch-mährischen Filmzentrale 1941 (cena Českomoravského filmového ústředí)
- Nationalpreis für Nataša Gollová 1941 (gleichzeitig für ihre Rollen in den Filmen Hotel blauer Stern (Hotel Modrá hvězda), Maimärchen (Pohádka máje) sowie Der Handschuh (Rukavička))